# 知りすぎていた男
『知りすぎていた男』（しりすぎていたおとこ、The Man Who Knew Too Much）は、アルフレッド・ヒッチコック監督による1956年のアメリカ合衆国のサスペンス映画。テクニカラー、ビスタビジョン作品。ヒッチコック監督のイギリス時代の1934年の映画『暗殺者の家』（原題同じ）を自らリメイクした作品である。
主人公である米国人マッケナ医師役をジェームズ・ステュアート、同夫人役をドリス・デイが務めた。作中でドリス・デイが歌う『ケ・セラ・セラ』は第29回アカデミー賞で歌曲賞を受賞した。

## ストーリー
フランス領モロッコに観光にきていたベン・マッケンナ(ジェームズ・ステュアート)とその妻で歌手のジョー(ドリス・デイ)、息子のハンクは、バスの中でベルナール（ダニエル・ジェラン）という貿易商と知りあい、モロッコ料理のレストランで夕食をともにしようと誘われる。ベンとジョーにあれこれ質問をしながら自分自身のことは語ろうとしないベルナールにジョーは不審の念を抱くが、ベンは気にしない。
急用ができたというベルナールと別れ、ふたりでレストランにむかったベンとジョーはイギリス人のドレイトン夫妻と知り合い、親しく話をする仲になる。翌日、ベンの家族三人とドレイトン夫妻は連れだって街の市場に向かい、観光を楽しむが、そこに何者かによって背中にナイフを突き立てられたベルナールが現れ、ベンにすがりつく。彼はベンの耳元で「ロンドンで要人暗殺の計画がある」と告げ、「アンブローズ・チャペル」という謎の言葉を残して死ぬ。
ベンとジョーはドレイトン氏の妻にハンクを預けて警察署に向かい、事情を聞かれるが、そこに何者かが電話をかけてきて「あなたの息子を誘拐した。ベルナールから聞いたことを誰かに話せば息子の命はない」とベンに告げる。二人は急いでホテルに戻るがドレイトン夫妻は既にチェックアウトしていて、ハンクの姿もない。
警察に頼る訳にもいかず、ベルナールの言葉を頼りにロンドンに飛んだベンとジョーは息子の捜索を開始し、アンブローズ・チャペルという教会でドレイトン夫妻を発見するが、あと一歩のところでハンクを取り戻すことができない。
実はこの暗殺計画は某国の駐英大使が訪英中の自国首相を殺害しようと立てたもので、ドレイトン夫妻はモロッコでそのための殺し屋を雇っていたのだった。ベルナールはこの計画を探っていたスパイで、暗殺を防ぐための伝言をベンに託したのである。
そのことを知ったベンとジョーは暗殺計画の現場であるロイヤル・アルバート・ホールへ向かう。コンサートのさなか、殺し屋の銃が首相に向けられるのを見たジョーが大きな叫び声を上げたため、狙いがわずかにそれた銃弾は首相の腕をかすめただけに終わり、ベンに追われた殺し屋は二階席から階下へ落ちて死ぬ。首相は夫妻に深く感謝し、改めてお礼をしたいので明日大使館に来てほしいと告げる。
大使館では首相暗殺に失敗したドレイトン夫妻が大使に叱責されていた。大使はドレイトン夫妻に対して、今は大使館の奥の部屋に捕らわれているハンクを殺すよう命じる。夫のエドワードは「承知しました」と答えるが、妻のルーシーはハンクに情が移っていた。
警察はハンクが大使館にいるという情報を得るが、治外法権のある大使館に踏み込むことはできない。それを知ったベンが首相に電話をかけ、明日ではなくこれから大使館に伺いたいと伝えると、首相は喜んで承知する。
大使館では首相や王女を賓客としてパーティーが開かれていた。ジョーは首相に乞われて歌を披露することになり、広間のピアノを弾きながら「ケ・セラ・セラ」を歌い始める。人々がジョーの歌を聴いている隙にベンは大使館の奥に忍び込み、息子を探す。
ジョーの歌声が奥の部屋にいるハンクと彼を監視しているルーシーの耳にも届く。ハンクを助けたいと考えるようになっていたルーシーは、歌声にあわせて指笛を吹くようハンクに言い、ハンクが思い切り吹いた指笛の音はジョーにもベンにも聞こえる。指笛を頼りにベンはハンクを見つけるが、そこにピストルを持ったエドワードが現れる。彼は上着のポケットに隠したピストルをハンクに向けて構え、ハンクを人質にしてこっそり大使館から抜け出そうと、ハンクとベンを先に立たせて広間への階段を下りる。しかし隙を見てベンがエドワードを突き落とすと、階段を転がり落ちるエドワードのピストルが暴発してエドワードは死に、夫妻は息子を救うことができたのだった。

## キャスト
| 役名                   | 俳優                     | 日本語吹き替え | 日本語吹き替え |
| 役名                   | 俳優                     | テレビ朝日版   | BD版           |
| ---------------------- | ------------------------ | -------------- | -------------- |
| ベン・マッケンナ       | ジェームズ・ステュアート | 小川真司       | 根本泰彦       |
| ジョー・マッケンナ     | ドリス・デイ             | 梓みちよ       | 石塚理恵       |
| ハンク・マッケンナ     | クリストファー・オルセン | 田中真弓       | 志田有彩       |
| エドワード・ドレイトン | バーナード・マイルズ     | 福田豊土       | 有本欽隆       |
| ルーシー・ドレイトン   | ブレンダ・デ・バンジー   | 寺島信子       | 高島雅羅       |
| ルイ・ベルナール       | ダニエル・ジェラン       | 徳丸完         | 魚建           |
| ブキャナン警部         | ラルフ・トルーマン       | 安田隆         | 西村太佑       |
| 指揮者                 | バーナード・ハーマン     |                |                |

- テレビ版 - 初回放送1986年10月26日 21:02-23:24『日曜洋画劇場』
  - 演出 - 福永莞爾
  - 翻訳 - 木原たけし
  - 制作 - 東北新社
  - その他 - 寺島幹夫、勝田久、加藤精三、池田勝、松岡文雄、藤本譲、加藤正之、沢田敏子、竹口安芸子、宗形智子、辻村真人、千田光男、達依久子、村松康雄、大滝進矢、田原アルノ、塚田正昭、平林尚三、丸山詠二、田口昂、室井奈穂子

- BD版 - 2012年11月2日にジェネオン・ユニバーサルから発売の「ヒッチコック・ブルーレイ・プレミアム・コレクション」に収録。
  - 演出 - 高橋正浩
  - 翻訳 - 芝谷真由美
  - 制作 - ニュージャパンフィルム
  - その他 - 武田幸史、中村綾、森源次郎、北村謙次、小日向みわ、水野ゆふ、安藤瞳、長谷川俊介、野川雅史、嶋田翔平、宮崎智栄子、前田一世

※日本語吹替は上記の他、1986年に公開されたJAL機内上映版も存在する。

## 作品の評価

### 映画批評家によるレビュー
本作のオリジナル版「暗殺者の家」も名作であったが、ヒッチコックが後にフランソワ・トリュフォーに語ったインタビューによると「オリジナル版は若干腕の立つアマチュアの作品」であり、本作は「実力を兼ね備えたプロの作品」としている。
Rotten Tomatoesによれば、批評家の一致した見解は「自身の1934年の映画をリメイクしたヒッチコックは『知りすぎていた男』に絵のように美しい舞台と国際的な陰謀を吹き込み、ジェームズ・ステュアートによる見事に混乱した演技に助けられている。」であり、38件の評論のうち高評価は87%にあたる33件で、平均点は10点満点中7.8点となっている。
Metacriticによれば、11件の評論のうち、高評価は10件、賛否混在は1件、低評価はなく、平均点は100点満点中78点となっている。

### 受賞歴
- 第29回アカデミー賞歌曲賞：『ケ・セラ・セラ』（作詞：レイ・エバンズ、作曲：ジェイ・リビングストン）